# Yun dong xue gai lun
Yun dong xue gai lun (运动学概论S titolo internazionale Kinematics Theory) è un film del 2018 diretto da Fangyi Xu.
L'opera, di produzione cinese, è stata distribuita per la prima volta il 26 aprile 2018. ed è il prequel della serie The Ambiguous Focus.

## Trama
Zhang Zhe è uno studente universitario estremamente intelligente che ama la matematica ma soffre di una forte forma di sociofobia mentre Zhang Nan fa parte del club di nuoto e odia essere trattato dal padre come un mezzo per ottenere successi competitivi. I due, che inizialmente non si sopportano, inizieranno ad aiutarsi e sostenersi reciprocamente.

## Personaggi
- Zhang Zhe, interpretato da Huang Li Feng,
Studente delle superiori e genio della matematica di corporatura debole che subisce costantemente bullismo da parte dei suoi coetanei. Ha un'enorme passione per il cubo di Rubik.
- Zhang Nan, interpretato da Wu Jun Chao,
Compagno di scuola di Zhe è un abile nuotatore. Nonostante non vada molto d'accordo con Zhe, che conosce dalle elementari, lo difende spesso dai bulli. Ha un difficile rapporto con il padre dovuto alla convinzione che preferisca Zhe a lui.
- Ann Ran
Come Zhe è abilissima in matematica e, proprio per questa ragione, sviluppa una cotta per lui.
- Fang Shi
Capitano della squadra di nuoto innamorato di Ann Ran. Sapendo del suo amore per Zhe incomincerà a minacciarlo e bullizzarlo.